# Îles Farne
Les Îles Farne (en anglais : Farne Islands) sont un archipel de 15 à 20 îles (selon la hauteur de la marée) situé au large du Northumberland, en Angleterre. 

## Histoire

### Ermitages et monastères
Les premiers habitants connus des îles Farne sont des Culdees, dont certains liés à l’abbaye de Lindisfarne, dans la tradition celtique des ermitages insulaires d’Angleterre, d'Irlande et d'Écosse. 
En 651, s’y installent Saint Aidan puis Saint Cuthbert qui y meurt en 687. Parmi d'autres actes, Saint Cuthbert édicte en 676 des lois de protection des eiders et d'autres oiseaux de mer nichant sur les îles, considérées comme les premières lois de protection des oiseaux au monde,. 
Une cellule monastique de deux à six moines bénédictins s’établit sur les îles vers 1255, accueillant notamment Barthélemy de Farne, jusqu’à sa suppression en 1536 dans le cadre de la dissolution des monastères par le roi Henri VIII.

### Grace Darling
Les îles Farne sont associées à l'histoire de Grace Darling, fille du gardien de l'un des phares de l'archipel. Le 7 septembre 1838, à l'âge de 22 ans, elle aide son père à sauver neuf personnes lors du naufrage du Forfarshire. L'histoire de ce sauvetage a fait de Grace Darling une héroïne du folklore britannique.

### Aujourd'hui
Les îles n'ont pas de population permanente, les seuls résidents étant les gardiens de la réserve du National Trust. Des phares y ont été érigés. Deux sont encore en activité, le troisième est en ruine

## Faune
Les îles Farne constituent un habitat important pour la faune, en même temps qu’elles sont très visitées par des excursions en bateau au départ de Seahouses. Les visiteurs peuvent être débarqués sur trois îles, l’accès aux autres étant interdit à des fins de protection. 
À la saison des nids, les nombreux macareux sont très populaires auprès des visiteurs. Une grande colonie de sternes arctiques niche près de l’itinéraire de visite et ces oiseaux attaquent les visiteurs, qui sont vivement invités à se couvrir la tête. Les visiteurs peuvent également approcher de très près les petits pingouins, les guillemots de Troïl, les grands cormorans, les cormorans huppés et les mouettes tridactyles.
Un total de 290 espèces d'oiseaux ont été enregistrées sur les îles, y compris, dans les années 1760, un spécimen de l’espèce désormais éteinte du Grand Pingouin.
Certaines îles accueillent également une population de lapins, réintroduits comme source de viande après la disparition des colonies initiales. Lapins et macareux sont en concurrence pour les mêmes terriers, mais les macareux sont assez agressifs pour expulser les lapins déjà installés, se servant de leur gros bec pour leur infliger de douloureuses morsures. 
Les îles abritent également une colonie d'environ 6 000 phoques gris, mettant bas plusieurs centaines de jeunes chaque année entre septembre et novembre. 

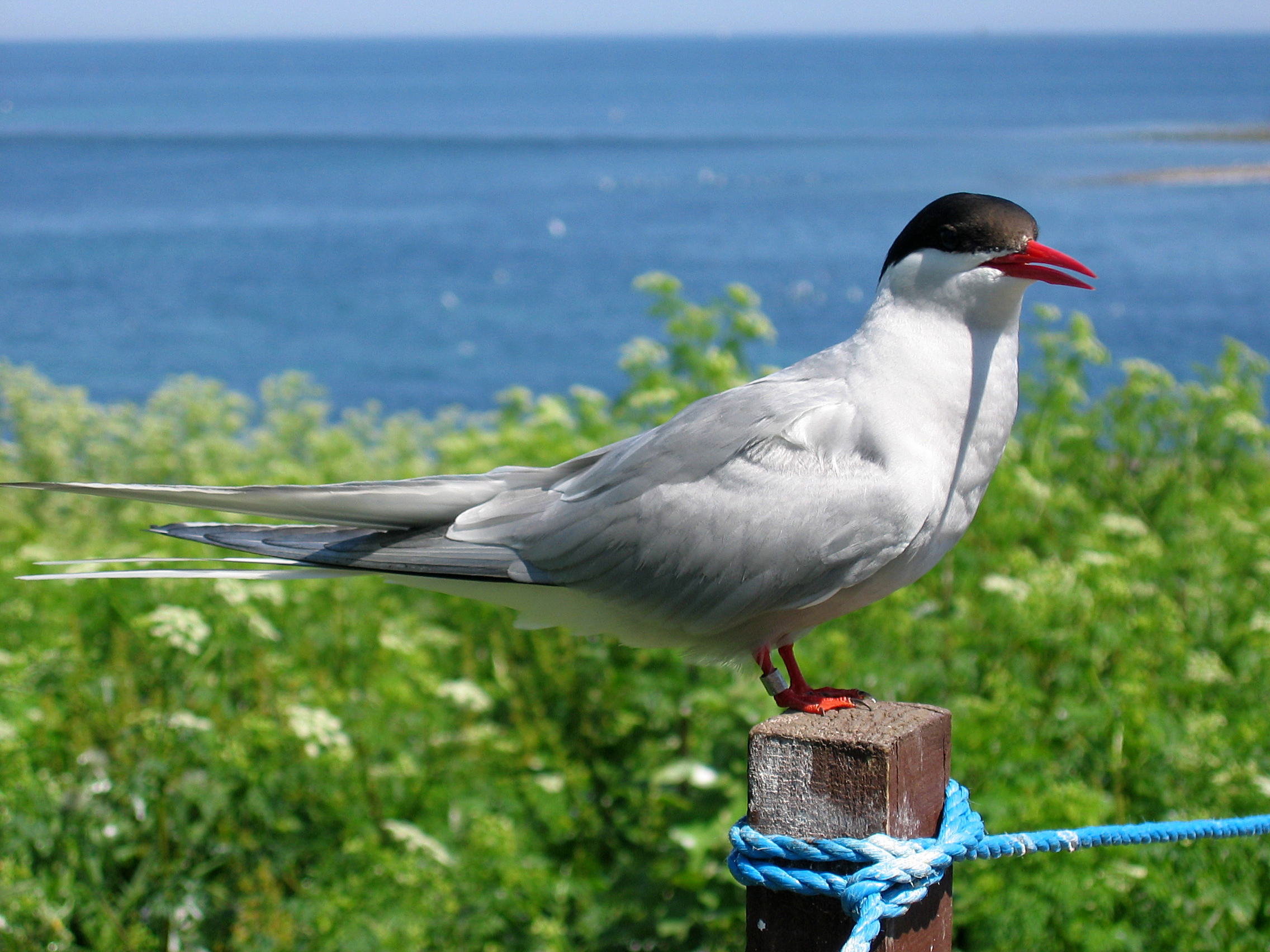
Sterne arctique - La cordelette bleue délimite le sentier de visite
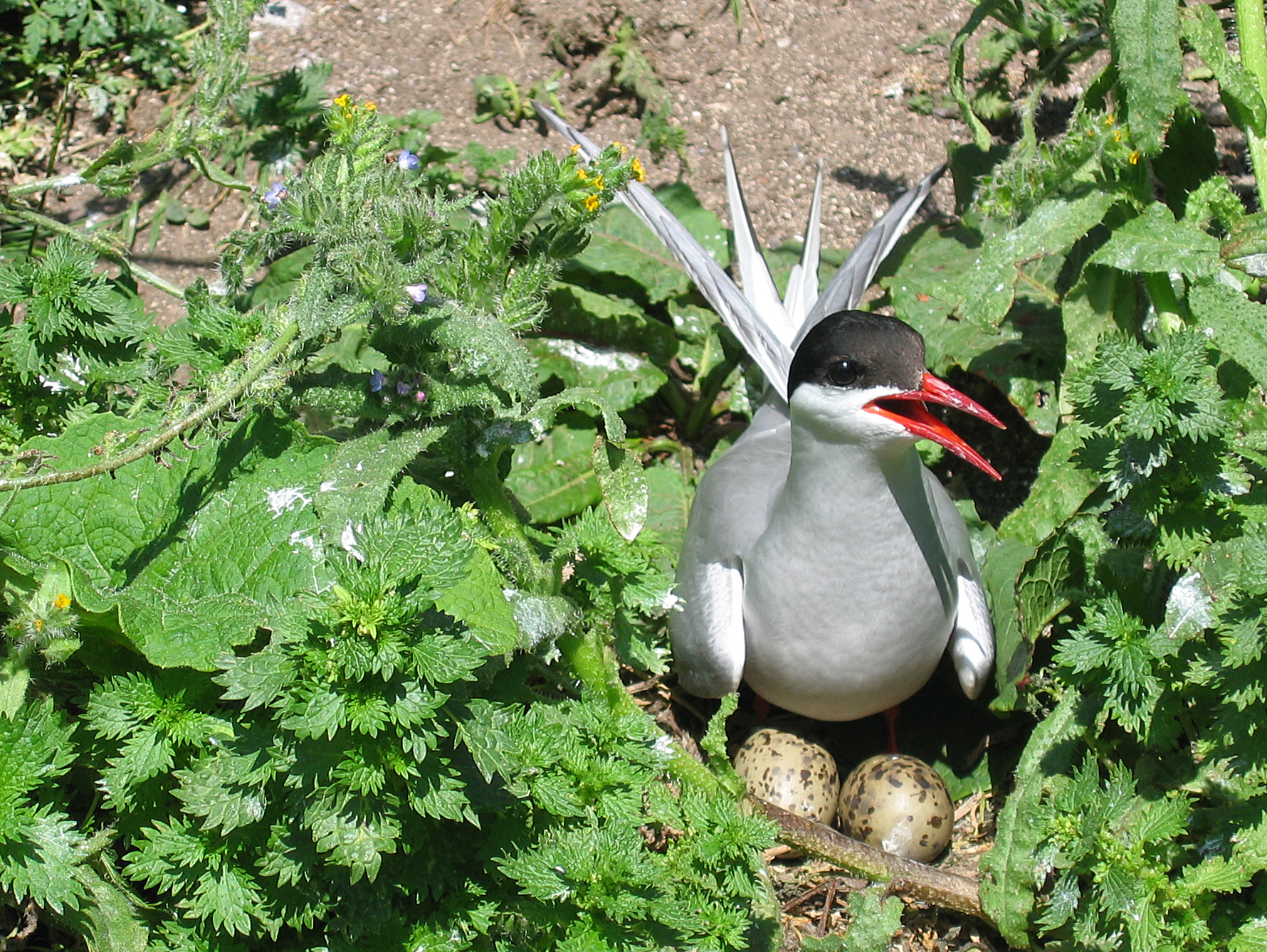
Sterne arctique au nid
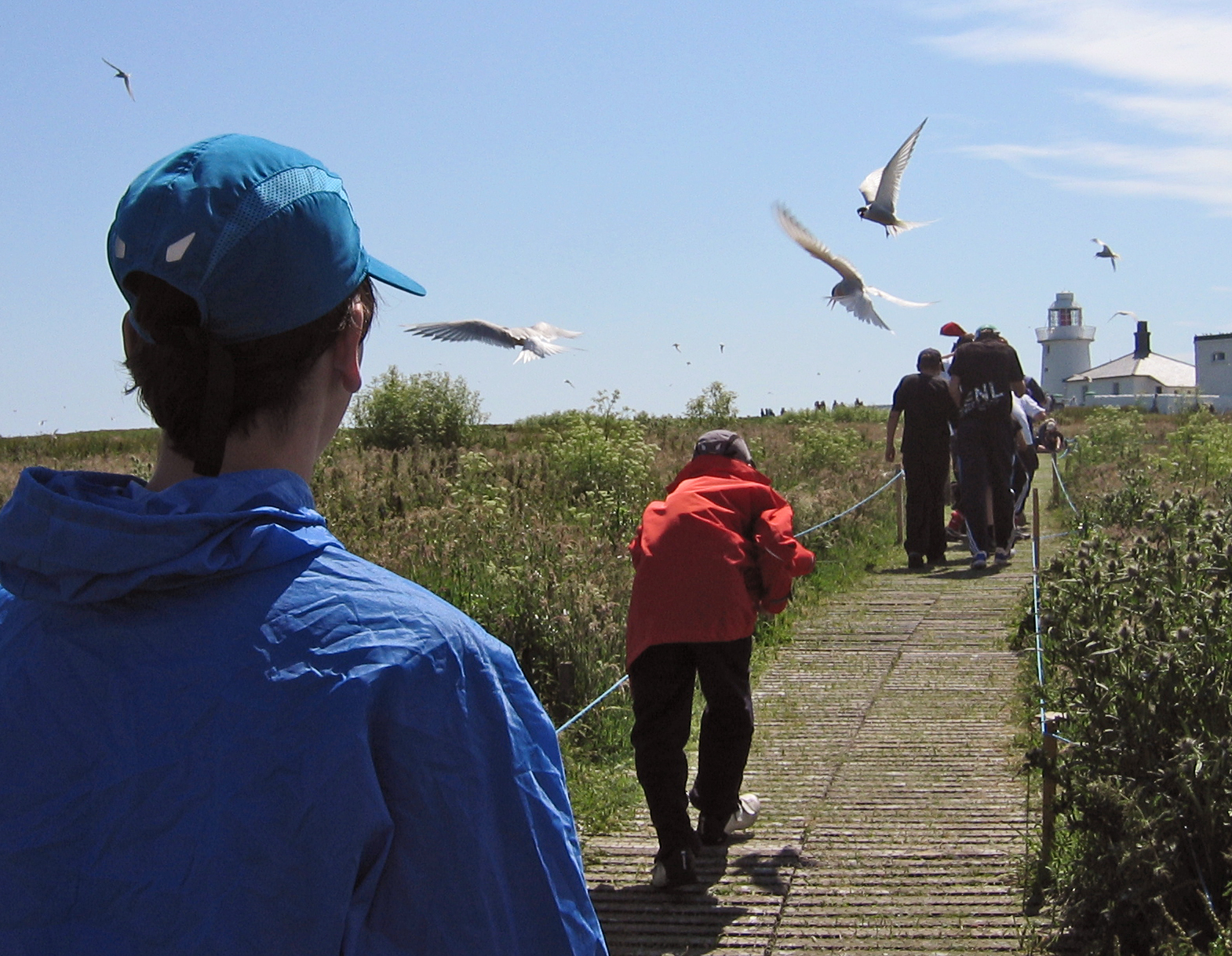
Sternes arctiques harcelant les visiteurs
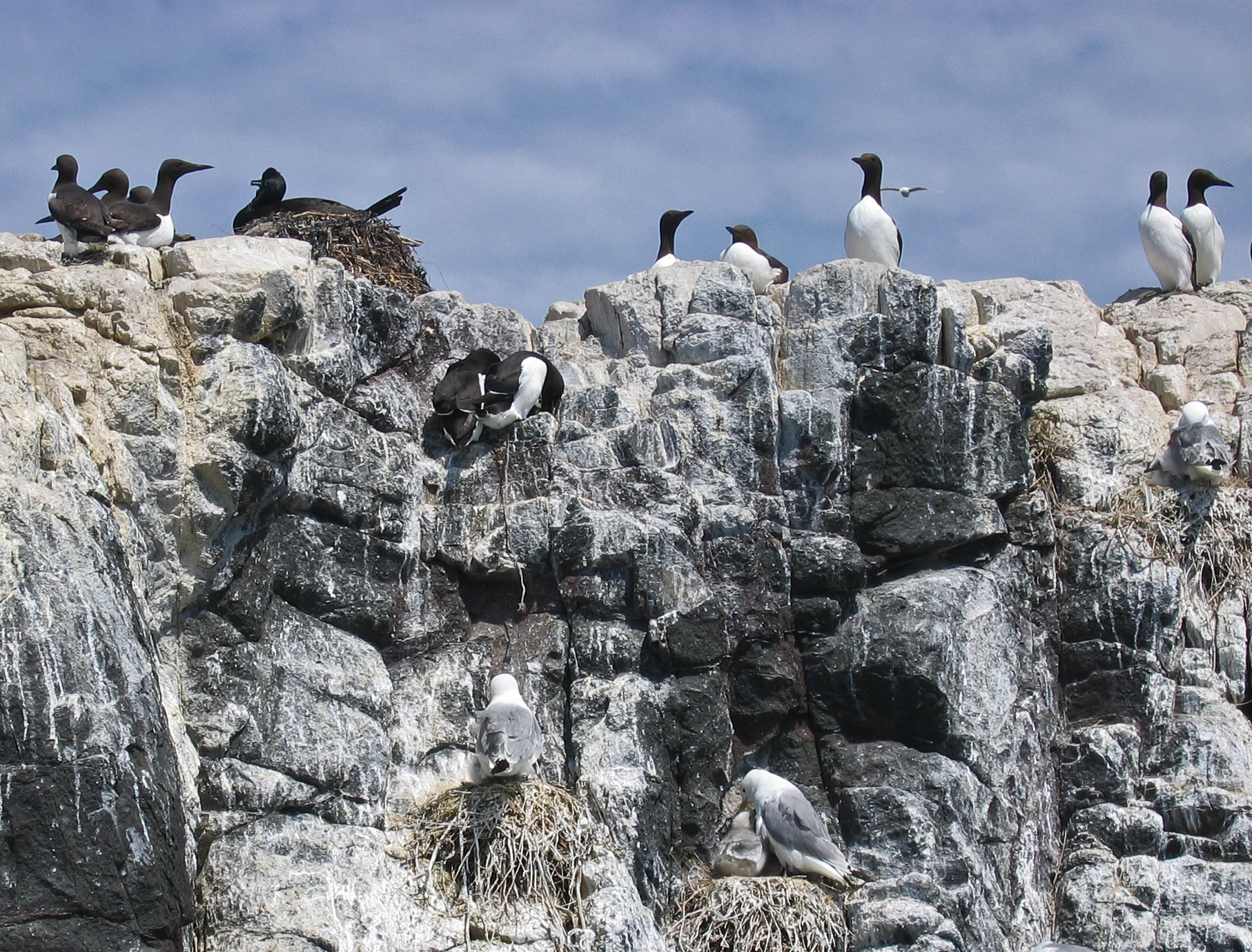
Guillemots, cormorans et mouettes tridactyles sur leurs aires de reproduction
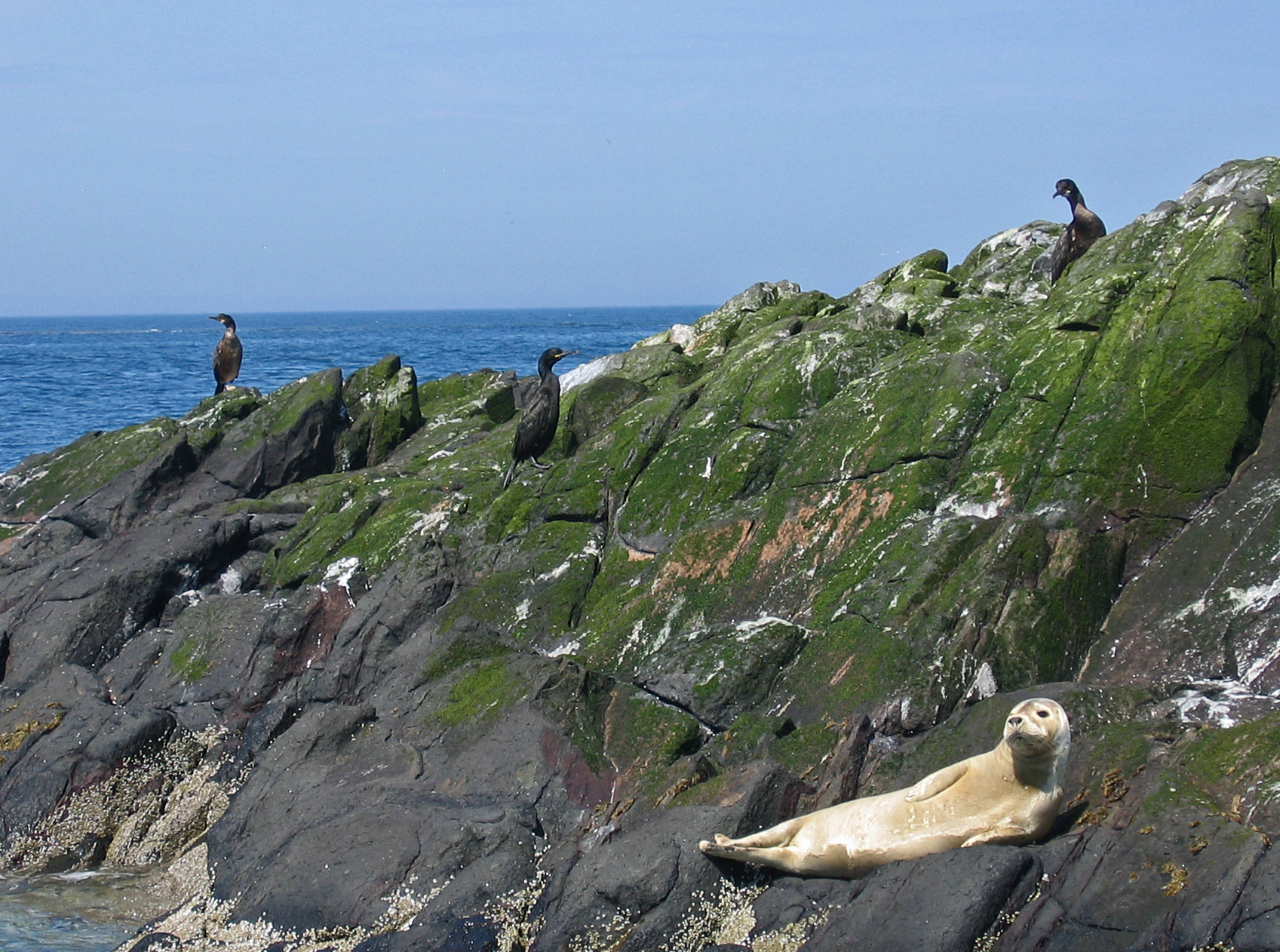
Jeune phoque gris et cormorans